# Sunburn (singolo Fuel)
Sunburn è un singolo del gruppo musicale statunitense Fuel, pubblicato nel 1999 come terzo estratto dall'album omonimo.

## Video musicale
Il videoclip mostra il gruppo esibirsi in concerto.